# Копань (Львовский район)
Копань (укр. Копань) — село в Бобрской городской общине Львовского района Львовской области Украины.
Население по переписи 2001 года составляло 136 человек. Занимает площадь 1,55 км². Почтовый индекс — 81225. Телефонный код — 3263.